# Duanshen (sockenhuvudort i Kina, Jiangxi Sheng, lat 29,51, long 117,97)
Duanshen är en sockenhuvudort i Kina. Den ligger i provinsen Jiangxi, i den sydöstra delen av landet, omkring 220 kilometer nordost om provinshuvudstaden Nanchang. Antalet invånare är 13 369. Befolkningen består av 6 499 kvinnor och 6 870 män. Barn under 15 år utgör 19,0 %, vuxna 15-64 år 70 %, och äldre över 65 år 10,0 %.
Runt Duanshen är det ganska tätbefolkat, med 104 invånare per kvadratkilometer. Närmaste större samhälle är Jiangwan, 16,6 km söder om Duanshen. I omgivningarna runt Duanshen växer i huvudsak blandskog.
Genomsnittlig årsnederbörd är 2 644 millimeter. Den regnigaste månaden är juni, med i genomsnitt 491 mm nederbörd, och den torraste är oktober, med 45 mm nederbörd.